# Toepolev ANT-2
De Toepolev ANT-2 (Russisch: Туполев АНТ-2) was het eerste geheel uit metaal vervaardigde passagiersvliegtuig van het Toepolev-vliegtuigontwerpbureau. Het toestel bood plaats aan twee passagiers. De eerste vlucht had plaats op 26 mei 1924.

## Geschiedenis
Al snel na de bouw van zijn eerste vliegtuig, de Toepolev ANT-1, bemerkte Andrej Toepolev het praktische nut van het gebruik van metaal in de vliegtuigbouw. Voordelen van metaal ten opzichte van hout waren onder andere de hogere duurzaamheid en de betere bestendigheid tegen het Russische klimaat.
Na goedkeuring van het ontwerp werd een bouwlocatie geselecteerd in Koltsjoeginsk, in de regio Vladimir op zo'n 75 kilometer afstand van Moskou. In deze fabriek werd eerst een nieuw soort legering ontworpen voor de bouw van het toestel. Deze legering werd later bekend als Koltsjoegaluminium. De eerste eenheden van dit materiaal werden in september 1922 geproduceerd. Later werd de ontwikkeling van dit materiaal gezien als het beginpunt van de ontwikkeling van de luchtvaartindustrie in de Sovjet-Unie.

## Constructie en ontwikkeling
De bouw van de Toepolev ANT-2 werd uitgevoerd door TsAGI. Gekozen werd voor een monocoque-constructie met een driehoekige dwarsdoorsnede, dit omdat een dergelijke constructie bijdraagt aan de sterkte van het ontwerp. Daarnaast werd het aantal te gebruiken onderdelen aanzienlijk teruggebracht. Hierdoor werd het gewicht van het toestel omlaag gebracht. Dit kwam weer ten goede aan het vliegbereik van het toestel. 
De romp bestond uit drie delen die elk afzonderlijk verwijderd konden worden. Hierdoor werd onderhoud vergemakkelijkt. Het passagiersgedeelte bevond zich in de romp. De cockpit bevond zich voorop het toestel in de open lucht.
Het eerste toestel werd voltooid in mei 1924 waarna ook gelijk de testvlucht plaatsvond. Testpiloot op de eerste vlucht was Nikolaj Petrov. De passagiers werden gesimuleerd door zandzakken. Volgens Petrov was ANT-2 een goed te besturen toestel.

## Gebruikers
Sovjet-Unie
- Aeroflot

Bommenwerpers: TB-1 · TB-3 · Tu-2 · Tu-4 · Tu-14 · Tu-16 · Tu-20 · Tu-22 · Tu-22M · Tu-26 · Tu-95 · Tu-126 · Tu-160

Gevechtsvliegtuigen: R-6 · Tu-28 · Tu-128  —  Verkenningsvliegtuigen: Tu-95 · Tu-142

Verkeersvliegtuigen: Tu-104 · Tu-114 · Tu-124 · Tu-134 · Tu-144 · Tu-154 · Tu-204 · Tu-214 · Tu-244 · Tu-334 · Tu-444

Overig/Experimenteel: ANT-1 · ANT-2 · ANT-4 · ANT-7 · ANT-16 · ANT-20 · ANT-58 · ANT-103 · Tu-70 · Tu-72 · Tu-75 · Tu-80 · Tu-85 · Tu-91 · Tu-96 · Tu-98 · Tu-102 · Tu-105 · Tu-107 · Tu-110 · Tu-116 · Tu-119 · Tu-125 · Tu-155 · Tu-156 · Tu-206 · Tu-216